# Янишівка
Яниші́вка — село Любашівської селищної громади Подільського району Одеської області України. Населення становить 975 осіб. Село складається з двох сіл Янишівка і Малий Бобрик.

## Історія
Село Янишівка засноване в 1798 році, коли поміщик Янишівський оселив на схід від Великого Бобрика вільних селян переважно католицького віросповідання (Закревські, Гуславські, Стоцькі, Сідлєцькі, Літньовські, Брезіцькі, Жухевич, Стрембіцькі, Буратинські, Дорошевські та інші), котрі й заснували «Слободку Янишевку». Слобода Янішевського відмічена на мапі 1826 року. Село розташоване на лівому березі річки Кодима (з 1699—1787роки по Кодимі проходив кордон між Річчю Посполитою і Отаманською Портою). Люди в цих краях проживали з давніх-давен, про що свідчать давні могили залишки яких можна знайти в селі та на полях навколо. Через село проходить шлях з міста Балти до селища Криве Озеро (Р75) це давній Чорний (Шпаковий) шлях. Відомий історик А. Скальковський писав: "Доріг не було, окрім одвічних шляхів, якими йшли каравани за сіллю в Крим, за рибою на Дон і в Запоріжжя, з хлібом в Очаків. Цю дорогу називали в Польщі Чорним Шляхом через небезпеку, що може на ній статися. В народі її називали Шпаковим шляхом, за іменем отамана Шпака, котрий водив чумацькі каравани мальовничими долинами поблизу води, запасів корму для тварин, оминав села та проходив по ярам та пустелям. Від Умані він звертав на Балту, а далі Кодимою до Ольвіополя (суч. м. Первомайськ — Р. О.) і далі через Південний Буг до низинних переправ на Дніпрі. Цей шлях був відомий і туркам, які називали його Керван-Іолм — «караванний шлях», поляки звали його «невидимий, непомітний шлях». Час плине, але й сьогодні люди надкодимських сіл дорогу, що веде з Балти до Первомайська називають не інакше як «шлях», начебто це назва магістралі. Так було, так є і так має бути.
Під час організованого радянською владою Голодомору 1932—1933 років померло щонайменше 15 жителів села.
Колишній орган місцевого самоуправління — Бобрицька сільська рада.
12 червня 2020 року, відповідно до Розпорядження Кабінету Міністрів України від № 724-р «Про визначення адміністративних центрів та затвердження територій територіальних громад Одеської області», увійшло до складу Любашівської селищної громади.
19 липня 2020 року, в результаті адміністративно-територіальної реформи і ліквідації Любашівського району, село увійшло до складу новоутвореного Подільського району.

## Населення
Згідно з переписом УРСР 1989 року чисельність наявного населення села становила 1004 особи, з яких 429 чоловіків та 575 жінок.
За переписом населення України 2001 року в селі мешкало 975 осіб.

### Мова
Розподіл населення за рідною мовою за даними перепису 2001 року:
| Мова       | Відсоток |
| ---------- | -------- |
| українська | 94,77 %  |
| молдовська | 3,08 %   |
| російська  | 1,74 %   |
| вірменська | 0,31 %   |
| білоруська | 0,10 %   |

## Постаті
- Масловський Дмитро Олегович (1994—2024) — український військовослужбовець, учасник російсько-української війни. Герой України (2025, посмертно).